# العاقبة (مسلسل)
العاقبة مسلسل تلفزيوني يمني درامي عرض في رمضان 2024. المسلسل من بطولة سلطان الجعدبي وعبد الناصر العراسي وقيس السماوي وعبدالكريم المتوكل وعادل سمنان وطارق السفياني، وتأليف عبدالله حسن الوشلي وإخراج عبد الرحمن محسن دلاق وإنتاج مؤسسة الامام الهادي.

## القصة
تدور أحداثه في العاصمة صنعاء وقصته تتمحور عن اب يعود من الغربة بعد عشرين عاما ليجد أبنائه كبروا ولكل واحد اهتمامات و طريقة تفكير وسلوك لا يعجبه ..منهم من هو فعلاً في طريق غلط ومنهم من ليس في غلط لكن المشكلة هي عند الاب الذي يريده بشكل معين يراه الصح.

## طاقم العمل
- صالح المطري
- عبد الناصر العراسي
- سلطان الجعدبي ٍ
- عبدالرحمن الجوبي
- عبدالكريم المتوكل
- قيس السماوي
- طارق السفياني
- منى علي
- عماد الجعدي
- يحيى سهيل
- توفيق الأضرعي
- عادل سمنان
- بهية محمد
- نزار السنفاني
- معاذ البزاز
- رمزي الآنسي
- حسين القواس
- أنور الشرفي
- أنيس العنسي
- إبراهيم قطينه
- وضاح الراعي
- محمد احمد الحاكم
- عبد الله الحبيشي
- هاشم الديلمي